# Облигатные аэробы

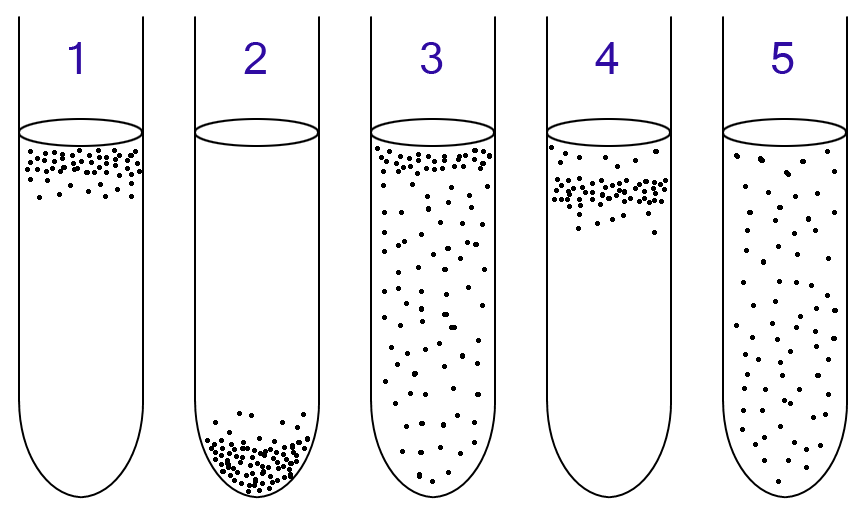
Анаэробные и аэробные бактерии можно различить, выращивая их на жидкой питательной среде и наблюдая, какие зоны в пробирке они занимают.
1 — облигатный аэроб;
2 — облигатный анаэроб;
3 — факультативных анаэроб;
4 — микроаэрофил;
5 — аэротолерантная бактерия.

Облига́тные аэро́бы, или аэрофи́лы, — аэробные организмы, нуждающиеся в кислороде для дыхания. Помимо клеточного дыхания, эти организмы используют кислород для окисления органических соединений, например, сахаров и жиров, с целью получения энергии. В процессе дыхания кислород используется как конечный акцептор электронов.
Преимуществом такого типа дыхания является получение бо́льшего количества энергии, чем у облигатных анаэробов, однако облигатные аэробы подвержены сильным окислительным стрессам.
Среди облигатных аэробов обнаружены существенные различия в отношении к уровню молекулярного кислорода в среде. Среди облигатных анаэробов выделяют микроаэрофилов, которые могут расти, если содержание О2 в окружающей среде будет значительно ниже атмосферного (порядка 2 %).
К облигатным аэробам относится большинство прокариотических организмов. Примеры бактерий — облигатных аэробов:
- Nocardia — грамположительная
- Mycobacterium tuberculosis — кислотоустойчивая

Pseudomonas aeruginosa (грамотрицательная) неспособна к брожению, но в отсутствие кислорода эта бактерия использует нитраты как конечный акцептор электронов.